# Kabozantynib
Kabozantynib (łac. cabozantinibum) – lek przeciwnowotworowy należący do inhibitorów kinazy tyrozynowej obejmujący w spektrum receptor czynnika wzrostu śródbłonka naczyń (VEGFR), receptor czynnika wzrostu hepatocytów (MET) oraz onkogen RET (rearranged during transfection) znajdujący zastosowanie w leczeniu raka nerkowokomórkowego oraz raka rdzeniastego tarczycy.

## Mechanizm działania
W większości przypadków raka nerki dochodzi do inaktywacji genu supresorowego VHL, który reguluje inaktywację czynnika indukowanego hipoksją (HIF-1α), który z kolei w odpowiedzi na niedotlenienie wpływa na geny odpowiedzialne za czynniki proangiogenne, w tym VEGF oraz PDGF. Utrata funkcji genu VHL powoduje akumulację czynnika HIF i regulację w górę VEGF. Nadekspresja VEGF stymuluje komórki śródbłonka do podziałów i tworzenia nowych naczyń (angiogeneza), a także nasila wzrost, proliferację i migrację komórek nowotworowych.
Inaktywacja genu VHL w raku nerki również skutkuje aktywacją genów MET oraz AXL. Do zaburzeń szlaku MET może dojść również w innych mechanizmach, w tym translokacji chromosomów, mutacji somatycznych i germinalnych, amplifikacji genu, nadekpresji MET, nadekspresji HGF (ligand receptora MET) oraz zaburzeń innych powiązanych szlaków komórkowych. MET jest zaangażowany w proces embriogenezy oraz regeneracji niektórych tkanek, natomiast w komórkach nowotworowych jest istotny w promocji angiogenezy, wzrostu, proliferacji i przetrwania komórek nowotworowych. Szlak MET wraz z VEGF pełni synergistyczną rolę w nasilaniu angiogenezy i powstawaniu przerzutowego fenotypu raka nerki.
Rak rdzeniasty tarczycy zwykle jest związany z somatyczną lub germinalną mutacją protoonkogenu RET. Somatyczną mutację genu RET powodującą jego konstytutywną aktywność stwierdza się w ponad 50% przypadków raka rdzeniastego tarczycy. Germinalna mutacja RET występuje w ramach zespołu mnogiej gruczolakowatości wewnątrzwydzielniczej typu MEN2A oraz MEN2B i jest odpowiedzialna za 20% przypadków choroby. Stała aktywność RET powoduje aktywację wielu szlaków sygnałowych promujących wzrost, proliferację, zdolność do przetrwania i migrację komórek nowotworowych. Mutacja koreluje z bardziej agresywnym przebiegiem choroby i wyższym prawdopodobieństwem powstania przerzutów w węzłach chłonnych. W karcynogenezie choroby biorą udział zaburzenia obejmujące VEGF oraz MET.
Kabozantynib jest małocząsteczkowym inhibitorem wielu kinaz tyrozynowych o aktywności obejmującej receptor czynnika wzrostu śródbłonka naczyń (VEGFR), receptor czynnika wzrostu hepatocytów (MET), onkogen RET (rearranged during transfection), a także receptor GAS6 (AXL), receptor czynnika białek macierzystych (KIT), receptor angiopoetyny (TIE2) oraz receptor fms-podobnej kinazy tyrozynowej 3 (FLT3), które pełnią ważną rolę w proliferacji, wzroście, przeżyciu komórki nowotworowej, angiogenezie oraz powstawaniu przerzutów wielu typów nowotworów złośliwych. Kabozantynib poprzez konkurencję z ATP kompetencyjnie blokuje fosforylację VEGFR, MET oraz RET, co uniemożliwia dalszą transdukcję sygnału i wpływ na zależne od nich szlaki. Lek powoduje zmniejszenie proliferacji, migracji i inwazyjności komórek nowotworowych. Efekt zaobserwowano również w komórkach nowotworowych raka nerkokomórkowego opornego na leczenie sunitynibem, co jest spowodowane zahamowaniem szlaków związanych z MET i AXL.

## Wskazania
Kabozantynib jest stosowany w następujących wskazaniach:
- leczenie raka nerkowokomórkowego u chorych nieleczonych wcześniej z grupy pośredniego lub niekorzystnego ryzyka (I linia leczenia),
- leczenie raka nerkowokomórkowego u chorych otrzymujących wcześniej leczenie celowane na czynnik wzrostu śródbłonka naczyniowego (VEGF) (kolejna linia leczenia),
- leczenie nieoperacyjnego, miejscowo zaawansowanego lub przerzutowego raka rdzeniastego tarczycy.

## Badania kliniczne

### Rak nerki
W randomizowanym badaniu III fazy METEOR porównano skuteczność kabozantynibu i ewerolimusu u chorych z zaawansowanym rakiem nerkowokomórkowym, którzy otrzymali wcześniej przynajmniej jedną linię leczenia celowanego ukierunkowanego na VEGF. 658 chorych losowo przydzielono do ramienia z kabozantynibem lub ramienia z ewerolimusem. Pierwszorzędowym punktem końcowym badania była mediana przeżycia wolnego od progresji (PFS), a drugorzędowymi punktami końcowymi mediana przeżycia całkowitego (OS) oraz odsetek odpowiedzi obiektywnych (ORR). Protokół badania nie ograniczał liczby linii wcześniejszego leczenia i dopuszczano różne metody wcześniejszej terapii, w tym leczenie anty-VEGF, inhibitory PD-1, cytokiny i chemioterapię, jedynie wcześniejsze leczenie inhibitorem mTOR było kryterium wykluczającym kwalifikację do badania.
W grupie otrzymującej kabozantynib wykazano poprawę mediany przeżycia wolnego od progresji, która wynosiła odpowiednio dla kabozantynibu 7,4 miesiąca i dla ewerolimusu 3,9 miesiąca. Kabozantynib poprawiał odsetek odpowiedzi obiektywnych (17% dla kabozantynibu i 3% dla ewerolimusu) oraz medianę przeżycia całkowitego (21,4 miesiąca dla kabozantynibu oraz 16,5 miesiąca dla ewerolimusu). Korzyści były obserwowalne we wszystkich grupach ryzyka według MSKCC oraz niezależnie od liczby wcześniej stosowanych inhibitorów kinazy tyrozynowej VEGFR.
W randomizowanym badaniu II fazy CABOSUN porównano skuteczność kabozantynibu z sunitynibem w ramach leczenia I linii chorych z zaawansowanym rakiem nerkowokomórkowym o pośrednim i wysokim ryzyku. Losowo 157 chorych przydzielono do grupy otrzymującej kabozantynib albo otrzymującej sunitynib. Pierwszorzędowym punktem końcowym badania była mediana przeżycia wolnego od progresji (PFS), a drugorzędowymi punktami końcowymi mediana przeżycia całkowitego (OS) i odsetek odpowiedzi obiektywnych (ORR). Zaobserwowano, że kabozantynib poprawiał medianę przeżycia wolnego od progresji, która wynosiła 8,6 miesiąca w porównaniu do 5,3 miesiąca u stosujących sunitynib, a także wydłużał medianę przeżycia całkowitego, która wynosiła odpowiednio dla kabozantynibu 26,6 miesiąca i 21,2 miesiąca dla sunitynibu. Kabozantynib również poprawiał odsetek odpowiedzi obiektywnych (20% dla kabozantynibu i 9% dla sunitynibu).
W oparciu o badanie METEOR kabozantynib zarejestrowano w ramach leczenia kolejnej linii po wcześniejszym leczeniu lekiem ukierunkowanym na VEGF, natomiast na podstawie badania CABOSUN kabozantynib zarejestrowano w Europie w ramach leczenia pierwszej linii u chorych o pośrednim i wysokim ryzyku.

### Rak rdzeniasty tarczycy
Aktywność kabozantynibu w leczeniu nieoperacyjnego lub przerzutowego raka rdzeniastego tarczycy wykazało randomizowane badanie III fazy EXAM, w którym wykazano przewagę kabozantynibu wobec placebo. Do badania kwalifikowano chorych z histopatologicznie potwierdzonym nieoperacyjnym miejscowo zaawansowanym albo przerzutowym rakiem rdzeniastym tarczycy z cechami radiologicznej progresji w ciągu ostatnich 14 miesięcy oraz podwyższonym stężeniem kalcytoniny powyżej 500 pg/ml. Protokół badania nie ograniczał możliwości wcześniejszego leczenia i dopuszczalna była wcześniejsza terapia za pomocą inhibitorów kinazy tyrozynowej. Pierwszorzędowym punktem końcowym była mediana przeżycia wolnego od progresji (PFS), a drugorzędowymi punktami końcowymi były mediana przeżycia całkowitego (OS) i odsetek odpowiedzi obiektywnych (ORR). Chorych losowo przydzielono do ramienia z kabozantynibem lub placebo, leczenie kontynuowano do wystąpienia progresji choroby lub pojawienia się nieakceptowalnej toksyczności. U leczonych kabozantynibem zaobserwowano dłuższą medianę przeżycia wolnego od progresji (11,2 miesiąca dla kabozantynibu i 4,0 miesiąca dla placebo) oraz wyższy odsetek odpowiedzi obiektywnych (28% dla kabozantynibu i 0% dla placebo). Zaobserwowana różnica mediany przeżycia całkowitego nie osiągnęła istotności statystycznej. W dalszej analizie podgrup 65% chorych miało potwierdzoną mutację RET M918T i w tej grupie osiągnięto różnicę mediany przeżycia całkowitego (44,3 miesiąca dla kabozantynibu i 18,9 miesiąca dla placebo), która była istotna statystycznie, ponadto u chorych z mutacją genu RET leczonych kabozantynibem w porównaniu do grupy leczonych bez tej mutacji stwierdzono wyższy odsetek odpowiedzi obiektywnych oraz dłuższą medianę przeżycia wolnego od progresji. Zatem chorzy z mutacją RET M918T osiągają większe korzyści z leczenia kabozantynibem niż leczeni chorzy bez tej mutacji.

### Rak płuca
W około 1-2% przypadków raka niedrobnokomórkowego płuc stwierdza się zmiany genetyczne obejmujące gen RET. Najczęściej polegają one na powstaniu genu fuzyjnego KIF5B-RET, a rzadziej obejmują powstanie genów fuzyjnych CCDC6-RET, NCOA4-RET i TRIM33-RET. Mutacja zwykle jest skojarzona z rakiem gruczołowym, a chorzy nigdy nie palili tytoniu.
Nie ma wyników badań III fazy oceniających kabozatynib w leczeniu niedrobnokomórkowego raka płuca związanego z mutacją RET. Badanie II fazy Drilon i współpracowników wskazuje na aktywność kabozantynibu w leczeniu niedrobnokomórkowego raka płuca z mutacją genu RET. W tym jednoramiennym badaniu chorzy z przerzutowym lub nieoperacyjnym rakiem gruczołowym płuca z mutacją RET otrzymywali kabozantynib i po określonym okresie obserwacji stwierdzono 28% odsetek odpowiedzi obiektywnych. W małym randomizowanym badaniu II fazy E1512 porównano skuteczność kabozantynibu w monoterapii, kabozantynibu w połączeniu z erlotynibem i erlotynib w monoterapii w ramach leczenia drugiej lub trzeciej linii przerzutowego niedrobnokomórkowego raka płuc bez mutacji EGFR, z wyłączeniem z badania raka płaskonabłonkowego. Mediana przeżycia wolnego od progresji (PFS) połączenia kabozantynibu z erlotynibu wynosiła 4,7 miesiąca, kabozantynibu w monoterapii 4,3 miesiąca i erlotynibu w monoterapii 1,8 miesiąca. Badanie sugeruje, że u chorych z niedrobnokomórkowym rakiem płuca bez mutacji EGFR połączenie kabozantynibu z erlotynibem wykazuje przewagę nad erlotynibem. Uzasadnia to dalsze badania mające na celu określenie roli kabozantynibu w leczeniu raka niedrobnokomókowego.
Kabozantynib może być stosowany w leczeniu niedrobnokomórkowego raka płuca z mutacją genu RET, jednak zastosowanie leku ogranicza dostępność badania mutacji RET. Lek nie jest zarejestrowany w Europie w leczeniu raka płuc.

## Przeciwwskazania
Do przeciwwskazań do stosowania kabozantynibu należy nadwrażliwość na substancję czynną lub substancje pomocnicze.

## Dawkowanie
W leczeniu raka nerkokomórkowego kabozantynib stosuje się w formie tabletek powlekanych w jednorazowej dawce 60 mg na dobę. W przypadku wystąpienia niektórych działań niepożądanych może zajść potrzeba czasowego wstrzymania podaży leku lub zmniejszenia jego dawki.
W leczeniu raka rdzeniastego tarczycy kabozantynib stosuje się w formie kapsułek w jednorazowej dawce 140 mg na dobę (1 kapsułka 80 mg i 3 kapsułki 20 mg). Większość chorych z powodu toksyczności może wymagać korekty dawki.
Kabozantynibu w formie tabletek i kapsułek nie stosuje się zamiennie, choć w określonych sytuacjach jest to możliwe.

## Farmakokinetyka
Kabozantynib stosuje się doustnie. Maksymalne stężenie leku jest osiągane po 24 godzinach od podania, co świadczy o recyrkulacji jelitowo-wątrobowej. Posiłek bogaty w tłuszcze zwiększa maksymalne stężenie leku (Cmax) i pole powierzchni pod krzywą zależności stężenia leku we krwi od czasu (AUC). Nie wykazano równoważności kabozantynibu w postaci tabletki i kapsułki, Cmax jest zwiększone w przypadku formy tabletki, różnica AUC pomiędzy postaciami tabletki i kapsułki jest mniejsza niż 10%. Kabozantynib silnie wiąże się z białkami osocza (powyżej 99,7%). Lek ulega metabolizmowi, stanowi on substrat CYP3A4. Wydalany wraz z kałem i moczem.

## Interakcje
Silne inhibitory CYP3A4 (ketokonazol, rytonawir, itrakonazol, erytromycyna, klarytromycyna, sok grejpfrutowy) mogą zwiększać ekspozycję na lek, zaleca się ostrożność podczas jednoczesnego stosowania silnych inhibitorów CYP3A4 i kabozantynibu. Z kolei silne induktory CYP3A4 (fenytoina, karbamazepina, ryfampicyna, fenobarbital, preparaty ziołowe zawierające dziurawiec zwyczajny) zmniejszają ekspozycję na lek. Zaleca się unikanie przewlekłego stosowania induktorów CYP3A4. Leki wiążące kwasy żółciowe (cholestyramina i cholestagel) mogą wpływać na wchłanianie kabozantynibu i zmniejszać ekspozycję na lek. Kabozantynib ze względu na wysoką zdolność do wiązania z białkami osocza może zastępować łączenie warfaryny z białkami osocza, konieczne jest monitorowanie INR.

## Działania niepożądane
Do działań niepożądanych leku należy:
- bardzo często[a]: niedokrwistość, limfopenia, neutropenia, małopłytkowość, niedoczynność tarczycy, odwodnienie, zmniejszenie łaknienia, hiperglikemia, hipoglikemia, hipofosfatemia, hipoalbuminemia, hipomagnezemia, hiponatremia, hipokaliemia, hiperkaliemia, hipokalcemia, hiperbilirubinemia, obwodowa neuropatia czuciowa, zaburzenie smaku, ból głowy, zawroty głowy, nadciśnienie tętnicze, dysfonia, duszność, kaszel, biegunka, nudności, wymioty, zapalenie jamy ustnej, zaparcie, ból brzucha, niestrawność, ból w jamie ustnej, suchość błon śluzowych, suchość skóry, erytrodyzestezja dłoniowo-podeszwowa, trądzikopodobne zapalenie skóry, wysypka, wysypka grudkowoplamista, łysienie, zmiana koloru włosów, ból kończyn, skurcze mięśni, bóle stawów, białkomocz, zmęczenie, zapalenie błon śluzowych, astenia, zmniejszenie masy ciała, zwiększenie aktywności aminotransferazy alaninowej, zwiększenie aktywności aminotransferazy asparaginowej, zwiększenie aktywności fosfatazy zasadowej, zwiększenie aktywności gamma-glutamylotranspeptydazy, zwiększenie stężenia bilirubiny we krwi, zwiększenie aktywności amylazy, zwiększenie aktywności lipazy, zwiększenie stężenia kreatyniny, zwiększenie stężenia triglicerydów, zwiększenie stężenia cholesterolu we krwi,
- często[b]: ropień, szumy uszne, zatorowość płucna, zapalenie trzustki, ból nadbrzusza, refluks żołądkowo-przełykowy, guzki krwawnicze, świąd, obrzęk obwodowy, powikłania gojenia ran,
- niezbyt często[c]: drgawki, przetoka odbytu, cholestatyczne zapalenie wątroby, martwica kości szczęki.